# Бодяк венгерский
Бодяк венгерский, или Бодяк паннонский (лат. Cirsium pannonicum) — вид двудольных растений рода Бодяк (Cirsium) семейства Астровые (Asteraceae). Впервые описан Карлом Линнеем-мл. под названием Carduus pannonicus L.f.basionym, перенесён в состав рода Бодяк немецким ботаником Генрихом Фридрихом Линком в 1822 году.

## Ботаническое описание
Число хромосом — 2n=34.

## Природоохранная ситуация
Бодяк венгерский занесён в Красные книги Липецкой, Московской, Рязанской, Саратовской и Тульской областей и республики Мордовия (Россия), Львовской области Украины и в Красную книгу Белоруссии.